# 积鳞花仙螺
积鳞花仙螺（学名：Mipus crebrilamellosus）是新腹足目骨螺科珊瑚螺亞科Mipus的一种。常栖息在浅海珊瑚礁、岩石底。

## 簡述
成螺的外殼長約15 mm到25 mm，殼薄，螺塔高而尖。臍孔深，棘尖，基部較寬，一側裂開，殼面為黃白色或灰色，帶粉紅色或淡褐色的斑紋。

## 分佈
本物種主要分布于台湾，亦有見分佈於日本外海及東南亞外海。

## 外部連結
- . Gastropods.com.   [2011-11-05]. （原始内容存档于2011-06-15） （英语）.